# Rothley Court

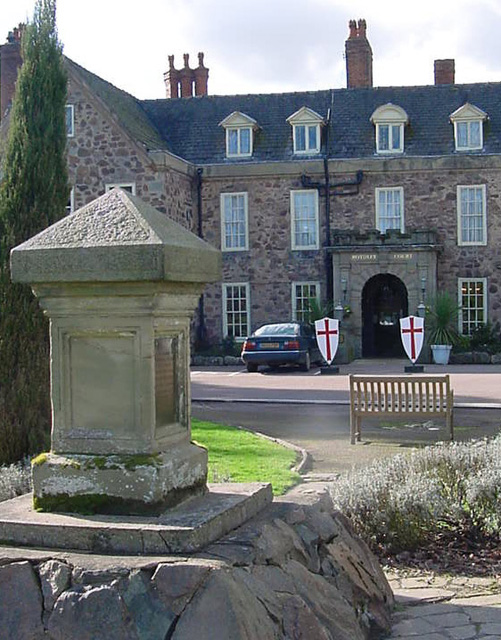
Rothley Court em 2008

Rothley Court é uma casa de campo em Leicestershire, Inglaterra. Foi originalmente mencionada no Domesday Book e, mais tarde, associado aos Cavaleiros Templários.
O edifício foi listado como Grau I em 1951. Agora funciona como o Hotel Rothley Court.